# Metaphidius aterrima
Metaphidius aterrima är en stekelart som först beskrevs av Josef Fahringer 1935.  Metaphidius aterrima ingår i släktet Metaphidius, och familjen bracksteklar. Arten är reproducerande i Sverige.